# Euphyia flavilucens
Euphyia flavilucens là một loài bướm đêm trong họ Geometridae.